# Voice of the Fire
Voice of the Fire (no Brasil, A Voz do Fogo) é o romance de estreia do escritor inglês Alan Moore, mais famoso por suas histórias em quadrinhos Watchmen, V de Vingança e From Hell. Foi publicado originalmente em 1996, pela editora inglesa Orion. Toda a história acontece em Northampton, cidade natal do autor, os seus capítulos se passam entre 4000 A.C. e 1995 D.C.
Na edição de 2004, publicado pela editora americana Top shelf productions, o livro ganhou a introdução de Neil Gaiman. 
O livro ganhou sua primeira edição brasileira em 2002 pela editora Conrad. E uma segunda edição em 2012 pela editora veneta, nesta última já constava a introdução escrita por Neil Gaiman em 2003 e publica em 2004 pela Top shelf productions. 